# Christian Ciech
Christian Ciech (27 febbraio 1971) è un deltaplanista italiano, istruttore di volo, sviluppatore e costruttore di deltaplani per Icaro2000.

## Palmarès
- Argento individuale ai campionati del mondo di deltaplano 2019 (Friuli Venezia Giulia - Italia)
- Oro a squadre ai campionati del mondo di deltaplano 2019 ( Friuli Venezia Giulia - Italia)
- Oro individuale ai campionati del Mondo di deltaplano 2015 (Valle de Bravo - Messico)
- Oro a squadre ai campionati del Mondo di deltaplano 2015 (Valle de Bravo - Messico)
- Oro individuale ai campionati premondiali di deltaplano 2014 (Valle de Bravo - Messico)
- Oro a squadre ai campionati premondiali di deltaplano 2014 (Valle de Bravo - Messico)[1]
- Oro a squadre ai campionati del Mondo deltaplano 2013 (Australia)
- Oro a squadre ai campionati del Mondo deltaplano 2011 (Monte Cucco, Umbria)
- Argento ai campionati del Mondo deltaplano 2011 (Monte Cucco, Umbria)
- Oro a squadre ai campionati del Mondo deltaplano 2009 (Laragne, Francia)
- campione del Mondo deltaplano ala rigida individuale 2004
- campione del Mondo deltaplano ala rigida individuale 2002
- 7 volte campione Italiano di deltaplano
- Bronzo ai Campionati Europei di deltaplano 1998